# Liivakari
Liivakari est une petite île inhabitée d'un hectare, située en Estonie, dans la baie de Kopli en mer Baltique. 

## Description
Liivakari signifie en estonien troupeau de sable. L'île, de 0,4 kilomètre de longueur, pour 740 m de circonférence, a une superficie d'un hectare. Elle est située au nord de la péninsule de Kakumäe, dans une zone peu profonde de la baie de Kopli. L'île forme des diverticules étroits et allongés à substrat sablonneux, sans végétation importante ; elle est située à quelques centaines de mètres de la côte dans le prolongement de la péninsule.
Administrativement, elle relève de l'arrondissement de Haabersti (quartier de Kakumäe), à l'ouest de Tallinn, un des huit arrondissements de la capitale de l'Estonie.

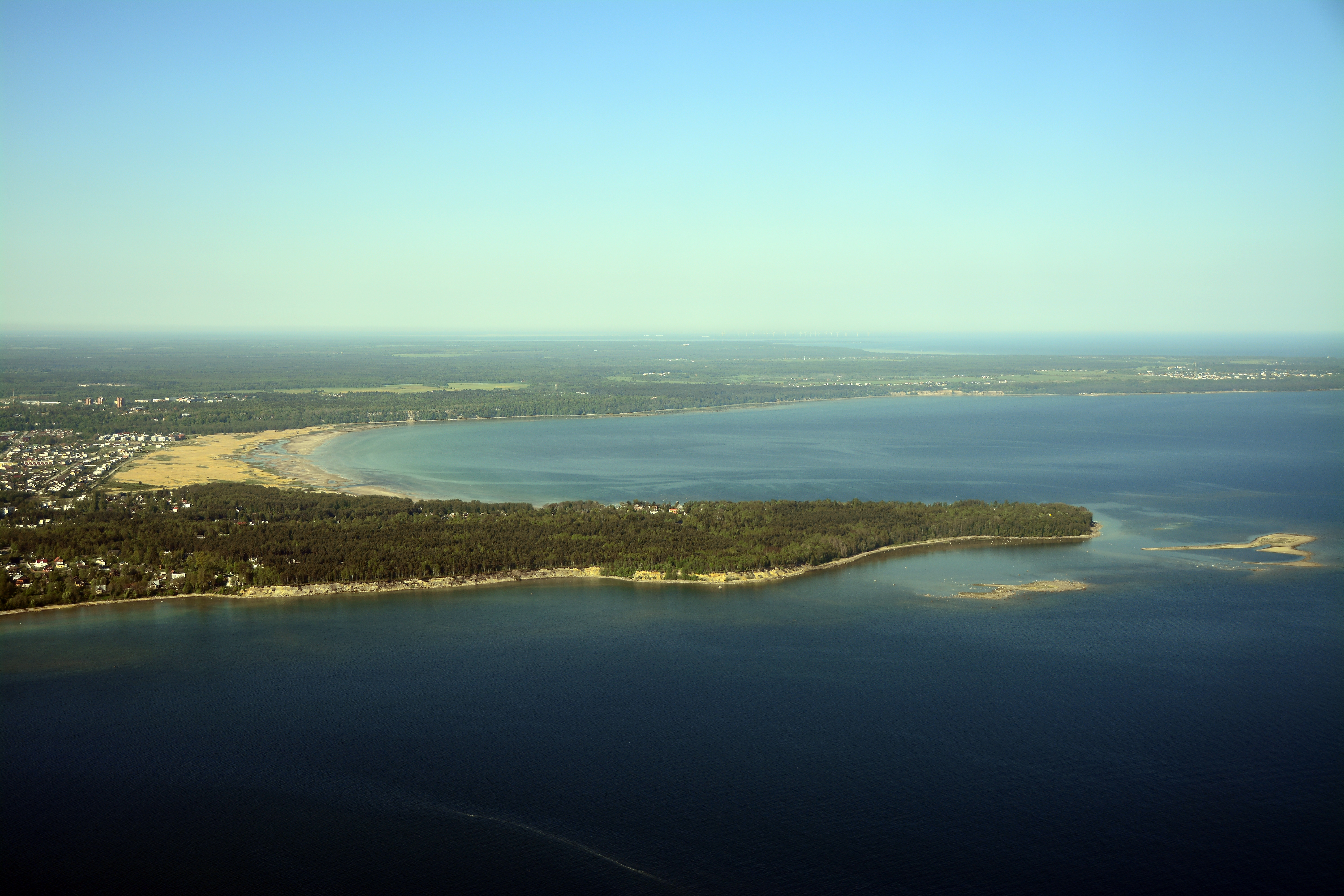
Péninsule de Kakumäe avec l'ile sableuse de Liivakari à droite de la photo.

## Galerie d'images

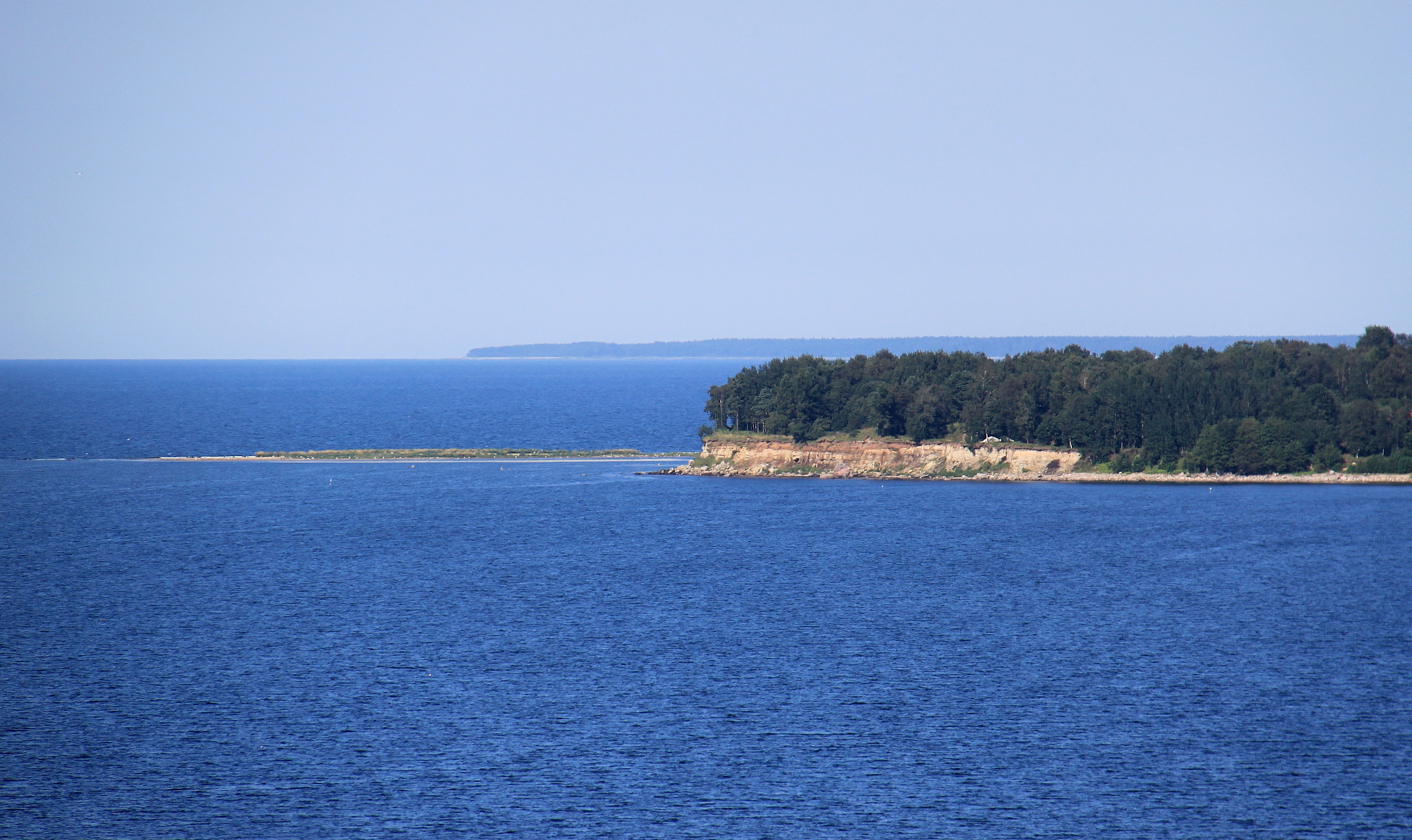
Vue d'île de Liivakari montrant la proximité avec la côte de la péninsule de Kakumäe.
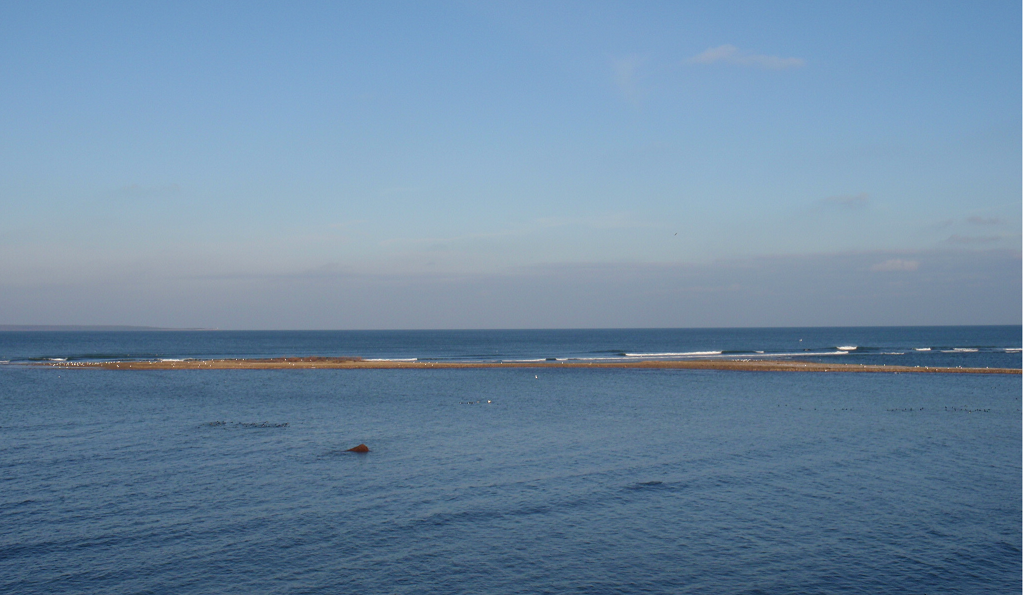
Détail de l'île de Liivakari. Il est possible de distinguer des oiseaux de mer (blancs).